# Jules Pierre Fourreau
Jules Pierre Fourreau (Lyon, 25 de agosto de 1844 — Beaune, 16 de janeiro de 1871) foi um botânico que se distinguiu no estudo da flora da região do Mediterrâneo.

## Biografia
Na sua juventude trabalhou como assistente do botânico Alexis Jordan (1814-1897) em Lyon. A partir de meados da década de 1860 começou a colectar plantas no sueste da França (Ardèche, nos Alpes, Provença e regiões vizinhas).
Em 1864 foi eleito membro da Société linnéenne de Lyon. Em 1867 propôs a criação do género Mistralia (da família das Thymelaeaceae) em honra do poeta Frédéric Mistral. Em 1869 foi um dos fundadores da Société de la Renaissance, servindo como o seu primeiro presidente.
Em novembro de 1870 alistou-se nos Légionnaires du Rhône (Legionários do Ródano) e a 16 de janeiro de 1871 faleceu num hospital em Beaune em resultado de ferimentos sofridos na Batalha de Nuits, travada a 18 de dezembro de 1870.
O género Fourraea (da família Brassicaceae) foi assim designado tomando como epónimo o seu nome.

## Obras publicadas
Entre outras obras, Jules Pierre Fourreau é autor das seguintes publicações.
- "Breviarium plantarum novarum: sive specierum in horto plerumque cultura recognitarum descriptio contracta unterius amplianda"; F. Savy, 1866 (with Alexis Jordan).
- "Icones ad floram Europae novo fundamento instaurandam spectantes"; Perrin, 1866 (with Alexis Jordan).
- Catalogue des plantes qui croissent le long du cours du Rhône, F. Savy, 1868.[3]